# Clorurazione
In chimica, il termine clorurazione indica in generale l'aggiunta di atomi di cloro ad un composto organico, sia per addizione agli atomi esistenti che per sostituzione degli stessi.
Una clorurazione molto utilizzata in chimica organica per la sintesi di alogeno-derivati è una reazione chimica di sostituzione radicalica. Si effettua in condizioni di calore ed è innescata dalla luce ultravioletta. Altre clorurazioni molto utilizzate implicano una reazione di sostituzione elettrofila aromatica.

## Clorurazione radicalica e meccanismo
Una miscela di metano e cloro reagisce violentemente, sotto l'azione di luce ultravioletta (UV) o ad alte temperature (circa 300-400 gradi), portando alla formazione di acido cloridrico (HCl) ed un composto di formula CH3Cl (clorometano o cloruro di metile). La clorurazione è un esempio di reazione di sostituzione, poiché il metano perde un atomo di idrogeno ed acquista un atomo di cloro. Allo stesso modo l'idrogeno, una volta rotto il legame con il carbonio, mette in compartecipazione il suo elettrone spaiato con quello del cloro formando un legame chimico. La reazione è la seguente:
H3C−H + Cl−Cl → H3C−Cl + H−Cl
La variazione di calore prodotta da questa reazione chimica è calcolabile con sufficiente approssimazione utilizzando le energie di dissociazione di legame, ossia l'energia necessaria per rompere un legame tra due atomi. Come possiamo notare dalla reazione sopracitata, abbiamo la dissociazione di un legame C−H per far spazio ad un legame C−Cl, inoltre abbiamo dissociato il legame Cl−Cl per far spazio ad un legame H−Cl. A questo punto trascrivendo i valori numerici delle energie di legame possiamo risalire al calore di reazione:
∆H = -23 Kcal/mol
La reazione è esotermica, poiché la chimica-fisica insegna che  quando la variazione di entalpia è minore di zero la reazione avviene con cessione di calore all'ambiente. 
La reazione di clorurazione radicalica manifesta il fenomeno delle cosiddette reazioni consecutive, ossia reazioni in cui il prodotto della prima reazione può subire la reazione a sua volta; nel caso del metano si ottengono pertanto miscele di cloruro di metile, cloruro di metilene, cloroformio e tetracloruro di carbonio. Questo fenomeno non è evitabile in sé, però tramite le cosiddette curve cinetiche è possibile trovare il punto di arresto della reazione in cui la miscela dei composti è maggiormente arricchita del componente desiderato. Successivamente, poiché i composti suddetti hanno tutti differenti punti di ebollizione sarà semplice ottenere il prodotto principale per distillazione frazionata.
Un trucco per ovviare al problema delle reazioni consecutive è sicuramente quello di operare con un elevato eccesso di reagente (il metano, in questo caso); questo perché in tal modo alla fine della reazione il metano che non avrà reagito sarà sempre quantitativamente maggiore del cloruro di metile. Il cloro quindi continuerà a reagire con il metano e la reazione si fermerà al primo stadio.
La clorurazione del metano è un esempio di reazione a catena, una reazione che implica una serie di passaggi ciascuno dei quali porta alla formazione di una particella altamente reattiva che implica il proseguimento del processo:
Inizio della catena
H3C−H → H3C∙ + H∙  
Cl2 → Cl∙ + Cl∙ 
Dal calcolo dei calori di reazione dei due processi risulta che il primo è un processo endotermico pari a 99 Kcal/mol mentre il secondo è anch'esso endotermico ma richiede una quantità di calore minore del primo pari a 58 Kcal/mol. Perciò è più favorita la rottura del legame Cl−Cl con la conseguente formazione di intermedi reattivi che tendono a condividere il loro elettrone spaiato con un altro atomo al fine di formare un legame chimico.
Propagazione della catena
Cl∙ + CH4 → HCl + CH3∙ 
CH3∙ + Cl2 → CH3Cl + Cl∙ 
Termine della catena
La catena di reazioni si arresta quando due radicali si uniscono a dare una molecola neutra.
CH3∙ + Cl∙ → CH3Cl
CH3∙ + CH3∙  → CH3CH3
Cl∙ + Cl∙  → Cl2